# Nuoto ai XIV Giochi paralimpici estivi
Le gare di nuoto alle XIV Giochi paralimpici estivi del 2012 a Londra furono eseguite dal 30 agosto all'8 settembre.
La competizione è consistita in 148 gare, ciascuna delle quali ha comportato delle qualificazioni e tutte nuotate in vasca lunga (50 m).
600 nuotatori (340 uomini, 260 donne) hanno nuotato durante i giochi.

## Nazioni partecipanti
Il 23 maggio 2012, l'IPC del nuoto ha annunciato che 66 nazioni si sono qualificate 
alle paralimpiadi del 2012. 
Queste nazioni sono:
- Argentina
- Armenia
- Australia
- Austria
- Azerbaigian
- Bielorussia
- Belgio
- Brasile
- Canada
- Cile
- Cina
- Cina Taipei
- Cipro
- Colombia

- Corea del Sud
- Croazia
- Cuba
- Danimarca
- Ecuador
- Estonia
- Filippine
- Finlandia
- Francia
- Georgia
- Germania
- Giappone
- Grecia
- Hong Kong

- India
- Indonesia
- Iran
- Iraq
- Irlanda
- Islanda
- Isole Fær Øer
- Israele
- Italia
- Kazakistan
- Lettonia
- Lituania
- Malesia
- Messico

- Myanmar
- Norvegia
- Nuova Zelanda
- Paesi Bassi
- Polonia
- Portogallo
- Repubblica Ceca
- Regno Unito
- Romania
- Russia
- Singapore
- Slovacchia
- Slovenia
- Spagna

- Stati Uniti
- Sudafrica
- Svezia
- Svizzera
- Thailandia
- Turchia
- Ucraina
- Ungheria
- Uruguay
- Uzbekistan
- Venezuela
- Vietnam

## Classificazioni
Agli atleti sono assegnate una classificazione per ogni gara in base alla loro disabilità per consentire una concorrenza più leale tra gli atleti di simili disabilità. Le classificazioni per il nuoto sono:
- Minorazione visiva

S11-S13 
- Altre disabilità

S1-S10 (Stile libero, dorso e delfino) 
SB1-SB9 (Rana) 
SM1-SM10 (Misti)

## Calendario delle gare
| Date         | Gare maschili | Gare femminili |
| ------------ | --- | --- |
| 30 agosto    | 50 m stile libero S5 400 m stile libero S12 100 m dorso S6 100 m dorso S7 50 m rana SB2 100 m delfino S8 100 m delfino S9 200 m misti SM10                                 | 50 m stile libero S5 400 m stile libero S12 100 m dorso S6 100 m dorso S7 100 m delfino S8 100 m delfino S9 200 m misti SM10                                        |
| 31 agosto    | 50 m stile libero S10 100 m stile libero S11 400 m stile libero S8 100 m dorso S9 100 m dorso S14 50 m stile libero S4 50 m delfino S7 100 m delfino S13                   | 50 m stile libero S10 100 m stile libero S11 400 m stile libero S8 100 m dorso S9 100 m dorso S14 50 m delfino S7 200 m misti SM5                                   |
| 1º settembre | 50 m stile libero S11 50 m stile libero S13 200 m stile libero S2 200 m stile libero S5 400 m stile libero S6 100 m rana SB7 100 m rana SB8 100 m delfino S10              | 50 m stile libero S11 50 m stile libero S13 200 m stile libero S5 400 m stile libero S6 100 m rana SB7 100 m rana SB8 100 m delfino S10                             |
| 2 settembre  | 200 m misti SM7 200 m stile libero S14 100 m dorso S11 100 m stile libero S13 100 m delfino S12 150 m misti SM4 150 m misti SM3 4x100 m stile libero relay 34 pts          | 200 m misti SM7 200 m stile libero S14 100 m dorso S11 100 m stile libero S13 50 m stile libero S8 100 m delfino S12                                                |
| 3 settembre  | 200 m misti SM6 100 m stile libero S7 100 m stile libero S2 100 m rana SB11 200 m misti SM12 100 m dorso S13 50 m stile libero S8 50 m rana SB3                            | 200 m misti SM6 100 m stile libero S7 100 m stile libero S3 100 m rana SB11 200 m misti SM12 4× 100 m stile libero relay 34 pts                                     |
| 4 settembre  | 100 m dorso S8 50 m stile libero S6 400 m stile libero S9 100 m dorso S10 100 m rana SB4 100 m stile libero S12 50 m stile libero S7 400 m stile libero S13                | 100 m dorso S8 50 m stile libero S6 400 m stile libero S9 100 m dorso S10 100 m rana SB4 100 m stile libero S12 50 m stile libero S7                                |
| 5 settembre  | 50 m stile libero S9 100 m stile libero S4 400 m stile libero S10 50 m dorso S2 100 m dorso S12 100 m rana SB5 100 m rana SB6 200 m misti SM8                              | 50 m stile libero S9 400 m stile libero S10 50 m dorso S2 100 m dorso S12 100 m rana SB5 100 m rana SB6 200 m misti SM8                                             |
| 6 settembre  | 100 m stile libero S8 100 m stile libero S10 400 m stile libero S7 50 m dorso S1 50 m dorso S4 50 m dorso S5 100 m rana SB14 100 m delfino S11 200 m misti SM9             | 100 m stile libero S8 100 m stile libero S10 400 m stile libero S7 50 m dorso S4 100 m rana SB14 200 m misti SM9                                                    |
| 7 settembre  | 50 m stile libero S2 50 m stile libero S12 100 m stile libero S9 400 m stile libero S11 50 m delfino S5 50 m delfino S6 200 m misti SM13                                   | 50 m stile libero S3 50 m stile libero S12 100 m stile libero S9 400 m stile libero S11 50 m delfino S5 50 m delfino S6 200 m misti SM13 4×100 m medley relay 34pts |
| 8 settembre  | 100 m stile libero S5 100 m stile libero S6 200 m stile libero S4 50 m dorso S3 100 m rana SB9 100 m rana SB12 100 m rana SB13 200 m misti SM11 4×100 m medley relay 34pts | 100 m stile libero S5 100 m stile libero S6 100 m rana SB9 100 m rana SB12 100 m rana SB13 200 m misti SM11                                                         |

## Medaglie

### Tabella medaglie
| 1     | Cina (bandiera)          | 24  | 13  | 21  | 58  |
| 2     | Australia (bandiera)     | 18  | 7   | 12  | 37  |
| 3     | Ucraina (bandiera)       | 17  | 14  | 13  | 44  |
| 4     | Stati Uniti (bandiera)   | 14  | 13  | 14  | 41  |
| 5     | Russia (bandiera)        | 13  | 17  | 12  | 42  |
| 6     | Brasile (bandiera)       | 9   | 4   | 1   | 14  |
| 7     | Regno Unito (bandiera)   | 7   | 16  | 16  | 39  |
| 8     | Nuova Zelanda (bandiera) | 5   | 6   | 1   | 12  |
| 9     | Bielorussia (bandiera)   | 5   | 2   | 0   | 7   |
| 10    | Canada (bandiera)        | 4   | 9   | 3   | 16  |
| 11    | Sudafrica (bandiera)     | 4   | 4   | 3   | 11  |
| 12    | Paesi Bassi (bandiera)   | 4   | 2   | 7   | 13  |
| 13    | Messico (bandiera)       | 3   | 2   | 4   | 9   |
| 14    | Spagna (bandiera)        | 2   | 11  | 9   | 22  |
| 15    | Germania (bandiera)      | 2   | 7   | 3   | 12  |
| 16    | Francia (bandiera)       | 2   | 3   | 3   | 8   |
| 17    | Giappone (bandiera)      | 2   | 2   | 4   | 8   |
| 18    | Norvegia (bandiera)      | 2   | 2   | 0   | 4   |
| 19    | Italia (bandiera)        | 2   | 0   | 5   | 7   |
| 20    | Corea del Sud (bandiera) | 2   | 0   | 1   | 3   |
| 21    | Irlanda (bandiera)       | 2   | 0   | 0   | 2   |
| 22    | Azerbaigian (bandiera)   | 1   | 4   | 0   | 5   |
| 23    | Ungheria (bandiera)      | 1   | 3   | 2   | 6   |
| 24    | Polonia (bandiera)       | 1   | 1   | 1   | 3   |
| 25    | Svezia (bandiera)        | 1   | 1   | 0   | 2   |
| 26    | Islanda (bandiera)       | 1   | 0   | 0   | 1   |
| 27    | Grecia (bandiera)        | 0   | 2   | 3   | 5   |
| 28    | Cuba (bandiera)          | 0   | 1   | 1   | 2   |
| 29    | Colombia (bandiera)      | 0   | 1   | 0   | 1   |
| 29    | Cipro (bandiera)         | 0   | 1   | 0   | 1   |
| 31    | Israele (bandiera)       | 0   | 0   | 4   | 4   |
| 32    | Hong Kong (bandiera)     | 0   | 0   | 2   | 2   |
| 33    | Argentina (bandiera)     | 0   | 0   | 1   | 1   |
| 33    | Croazia (bandiera)       | 0   | 0   | 1   | 1   |
| 33    | Rep. Ceca (bandiera)     | 0   | 0   | 1   | 1   |
| Total | Total                    | 148 | 148 | 148 | 444 |

## Medaglie

### Competizioni maschili
| 50 m stile libero S2 50m stile libero uomini S2                         | Yang Yang                                                   | Dmitry Kokarev                                                    | Aristeidis Makrodimitris                                       |
| 50 m stile libero S4 50m stile libero uomini S4                         | Eskender Mustafaiev                                         | David Smétanine                                                   | Jan Povýšil                                                    |
| 50 m stile libero S5 50m stile libero uomini S5                         | Daniel Dias                                                 | Sebastián Rodríguez                                               | Roy Perkins                                                    |
| 50 m stile libero S6 50m stile libero uomini S6                         | Qing Xu                                                     | Lorenzo Perez Escalona                                            | Tao Zheng                                                      |
| 50 m stile libero S7 50m stile libero uomini S7                         | Lantz Lamback                                               | Shiyun Pan                                                        | Matthew Walker                                                 |
| 50 m stile libero S8 50m stile libero uomini S8                         | Denis Tarasov                                               | Maurice Deelen                                                    | Yinan Wang                                                     |
| 50 m stile libero S9 50m stile libero uomini S9                         | Matthew Cowdrey                                             | Tamas Toth                                                        | José Antonio Mari Alcaraz                                      |
| 50 m stile libero S10 50m stile libero uomini S10                       | André Brasil                                                | Nathan Stein                                                      | Andrew Pasterfield                                             |
| 50 m stile libero S11 50m stile libero uomini S11                       | Bozun Yang                                                  | Bradley Snyder                                                    | Enhamed Enhamed                                                |
| 50 m stile libero S12 50m stile libero uomini S12                       | Maksym Veraksa                                              | Aleksandr Nevolin-Svetov                                          | Tucker Dupree                                                  |
| 50 m stile libero S13 50m stile libero uomini S13                       | Charl Bouwer                                                | Ihar Boki                                                         | Oleksii Fedyna                                                 |
| 100 m stile libero S2 100m stile libero uomini S2                       | Yang Yang                                                   | Dmitry Kokarev                                                    | Aristeidis Makrodimitris                                       |
| 100 m stile libero S4 100m stile libero uomini S4                       | Gustavo Sanchez Martinez                                    | Richard Oribe                                                     | David Smetanine                                                |
| 100 m stile libero S5 100m stile libero uomini S5                       | Daniel Dias                                                 | Roy Perkins                                                       | Sebastian Rodriguez                                            |
| 100 m stile libero S6 100m stile libero uomini S6                       | Qing Xu                                                     | Sebastian Iwanow                                                  | Lorenzo Perez Escalona                                         |
| 100 m stile libero S7 100m stile libero uomini S7                       | Shiyun Pan                                                  | Matt Levy                                                         | Lantz Lamback                                                  |
| 100 m stile libero S8 100m stile libero uomini S8                       | Yinan Wang                                                  | Denis Tarasov                                                     | Konstantin Lisenkov                                            |
| 100 m stile libero S9 100m stile libero uomini S9                       | Matthew Cowdrey                                             | Tamas Toth                                                        | Tamas Sors                                                     |
| 100 m stile libero S10 100m stile libero uomini S10                     | André Brasil                                                | Phelipe Andrews Melo Rodrigues                                    | Andrew Pasterfield                                             |
| 100 m stile libero S11 100m stile libero uomini S11                     | Bradley Snyder                                              | Bozun Yang                                                        | Hendri Herbst                                                  |
| 100 m stile libero S12 100m stile libero uomini S12                     | Maksym Veraksa                                              | Aleksandr Nevolin-Svetov                                          | Tucker Dupree                                                  |
| 100 m stile libero S13 100m stile libero uomini S13                     | Ihar Boki                                                   | Charl Bouwer                                                      | Aleksandr Golintovskii                                         |
| 200 m stile libero S2 200m stile libero uomini S2                       | Yang Yang                                                   | Dmitrii Kokarev                                                   | Itzhak Mamistvalov                                             |
| 200 m stile libero S4 200m stile libero uomini S4                       | Gustavo Sanchez Martinez                                    | David Smetanine                                                   | Richard Oribe                                                  |
| 200 m stile libero S5 200m stile libero uomini S5                       | Daniel Dias                                                 | Sebastián Rodríguez                                               | Roy Perkins                                                    |
| 200 m stile libero S14 200m stile libero uomini S14                     | Jon Margeir Sverrisson                                      | Daniel Fox                                                        | Wonsang Cho                                                    |
| 400 m stile libero S6 400m stile libero uomini S6                       | Darragh McDonald                                            | Anders Olsson                                                     | Matthew Whorwood                                               |
| 400 m stile libero S7 400m stile libero uomini S7                       | Josef Craig                                                 | Shiyun Pan                                                        | Andrey Gladkov                                                 |
| 400 m stile libero S8 400m stile libero uomini S8                       | Yinan Wang                                                  | Oliver Hynd                                                       | Sam Hynd                                                       |
| 400 m stile libero S9 400m stile libero uomini S9                       | Brenden Hall                                                | Tamas Sors                                                        | Federico Morlacchi                                             |
| 400 m stile libero S10 400m stile libero uomini S10                     | Ian Jaryd Silverman                                         | Benoit Huot                                                       | Robert Welbourn                                                |
| 400 m stile libero S11 400m stile libero uomini S11                     | Bradley Snyder                                              | Enhamed Enhamed                                                   | Bozun Yang                                                     |
| 400 m stile libero S12 400m stile libero uomini S12                     | Sergey Punko                                                | Enrique Floriano                                                  | Sergii Klippert                                                |
| 400 m stile libero S13 400m stile libero uomini S13                     | Ihar Boki                                                   | Danylo Chufarov                                                   | Aleksandr Golintovskii                                         |
| 50 m dorso S1 50m stile dorso S1                                        | Hennadii Boiko                                              | Christos Tampaxis                                                 | Oleksandr Golovko                                              |
| 50 m dorso S2 50m stile dorso S2                                        | Yang Yang                                                   | Aristeidis Makrodimitris                                          | Dmitry Kokarev                                                 |
| 50 m dorso S3 50m stile dorso S3                                        | Min Byeong-Eon                                              | Dmytro Vynohradets                                                | Du Jianping                                                    |
| 50 m dorso S4 50m stile dorso S4                                        | Juan Reyes                                                  | Aleksei Lyzhikhin                                                 | Gustavo Sanchez Martinez                                       |
| 50 m dorso S5 50m stile dorso S5                                        | Daniel Dias                                                 | Junquan He                                                        | Zsolt Vereczkei                                                |
| 100 m dorso S6 100m stile dorso S6                                      | Tao Zheng                                                   | Hongguang Jia                                                     | Sebastian Iwanow                                               |
| 100 m dorso S7 100m stile dorso S7                                      | Jonathan Fox                                                | Yevheniy Bohodayko                                                | Spanja Mihovil                                                 |
| 100 m dorso S8 100m stile dorso S8                                      | Konstantin Lisenkov                                         | Denis Tarasov                                                     | Oliver Hynd                                                    |
| 100 m dorso S9 100m stile dorso S9                                      | Matthew Cowdrey                                             | James Crisp                                                       | Xiaobing Liu                                                   |
| 100 m dorso S10 100m stile dorso S10                                    | Justin Zook                                                 | André Brasil                                                      | Benoit Huot                                                    |
| 100 m dorso S11 100m stile dorso S11                                    | Dmytro Zalevskyy                                            | Bozun Yang                                                        | Viktor Smyrnov                                                 |
| 100 m dorso S12 100m stile dorso S12                                    | Aleksandr Nevolin-Svetov                                    | Tucker Dupree                                                     | Sergii Klippert                                                |
| 100 m dorso S13 100m stile dorso S13                                    | Ihar Boki                                                   | Charl Bouwer                                                      | Charalampos Taiganidis                                         |
| 100 m dorso S14 100m stile dorso S14                                    | Marc Evers                                                  | Aaron Moores                                                      | Kai Lun Au                                                     |
| 50 m rana SB2 50m stile rana SB2                                        | Jianping Du                                                 | Arnulfo Castorena                                                 | Dmytro Vynohradets                                             |
| 50 m rana SB3 50m stile rana SB3                                        | Michael Schoenmaker                                         | Miguel Luque                                                      | Takayuki Suzuki                                                |
| 100 m rana SB4 100m stile rana SB4                                      | Daniel Dias                                                 | Moises Fuentes Garcia                                             | Ricardo Ten                                                    |
| 100 m rana SB5 100m stile rana SB5                                      | Woo-Geun Lim                                                | Niels Grunenberg                                                  | Pedro Rangel                                                   |
| 100 m rana SB6 100m stile rana SB6                                      | Yevheniy Bohodayko                                          | Torben Schmidtke                                                  | Christoph Burkard                                              |
| 100 m rana SB7 100m stile rana SB7                                      | Blake Cochrane                                              | Tomotaro Nakamura                                                 | Matt Levy                                                      |
| 100 m rana SB8 100m stile rana SB8                                      | Andriy Kalyna                                               | Matthew Cowdrey                                                   | Maurice Deelen                                                 |
| 100 m rana SB9 100m stile rana SB9                                      | Pavel Poltavtsev                                            | Kevin Paul                                                        | Lin Furong                                                     |
| 100 m rana SB11 100m stile rana SB11                                    | Bozun Yang                                                  | Keiichi Kimura                                                    | Oleksandr Mashchenko                                           |
| 100 m rana SB12 100m stile rana SB12                                    | Mikhail Zimin                                               | Uladzimir Izotau                                                  | Maksym Veraksa                                                 |
| 100 m rana SB13 100m stile rana SB13                                    | Oleksii Feydina                                             | Daniel Sharp                                                      | Roman Dubovoy                                                  |
| 100 m rana SB14 100m stile rana SB14                                    | Yasuhiro Tanaka                                             | Artem Pavlenko                                                    | Marc Evers                                                     |
| 50 m delfino S5 50m stile delfino S5                                    | Daniel Dias                                                 | Roy Perkins                                                       | Junquan He                                                     |
| 50 m delfino S6 50m stile delfino S6                                    | Qing Xu                                                     | Tao Zheng                                                         | Kyosuke Oyama                                                  |
| 50 m delfino S7 50m stile delfino S7                                    | Shiyun Pan                                                  | Yevheniy Bohodayko                                                | Jingang Wang                                                   |
| 100 m delfino S8 100m stile delfino S8                                  | Charles Rozoy                                               | Yanpeng Wei                                                       | Maodang Song                                                   |
| 100 m delfino S9 100m stile delfino S9                                  | Tamás Sors                                                  | Matthew Cowdrey                                                   | Federico Morlacchi                                             |
| 100 m delfino S10 100m stile delfino S10                                | André Brasil                                                | Dmitry Grigorev                                                   | Achmat Hassiem                                                 |
| 100 m delfino S11 100m stile delfino S11                                | Viktor Smyrnov                                              | Enhamed Enhamed                                                   | Keiichi Kimura                                                 |
| 100 m delfino S12 100m stile delfino S12                                | Roman Makarov                                               | Sergey Punko                                                      | James Clegg                                                    |
| 100 m delfino S13 100m stile delfino S13                                | Ihar Boki                                                   | Roman Dubovoy                                                     | Timothy Antalfy                                                |
| 150 m misti SM3 150m stile misti SM3                                    | Jianping Du                                                 | Dmytroz Vynohradets                                               | Hanhua Li                                                      |
| 150 m misti SM4 150m stile misti SM4                                    | Cameron Leslie                                              | Gustavo Sanchez Martinez                                          | Takayuki Suzuki                                                |
| 200 m misti SM6 200m stile misti SM6                                    | Qing Xu                                                     | Sascha Kindred                                                    | Tao Zheng                                                      |
| 200 m misti SM7 200m stile misti SM7                                    | Yevheniy Bohodayko                                          | Rudy Garcia-Tolson                                                | Matt Levy                                                      |
| 200 m misti SM8 200m stile misti SM8                                    | Oliver Hynd                                                 | Jiachao Wang                                                      | Maurice Deelen                                                 |
| 200 m misti SM9 200m stile misti SM9                                    | Matthew Cowdrey                                             | Andriy Kalyna                                                     | Federico Morlacchi                                             |
| 200 m misti SM10 200m stile misti SM10                                  | Benoit Huot                                                 | André Brasil                                                      | Rick Pendleton                                                 |
| 200 m misti SM11 200m stile misti SM11                                  | Yang Bozun                                                  | Viktor Smyrnov                                                    | Oleksandr Mashchenko                                           |
| 200 m misti SM12 200m stile misti SM12                                  | Maksym Veraksa                                              | Aleksandr Nevolin-Svetov                                          | Sergey Punko                                                   |
| 200 m misti SM13 200m stile misti SM13                                  | Ihar Boki                                                   | Roman Dubovoy                                                     | Danylo Chufarov                                                |
| 4×100 m stile libero 34pts Staffetta 4 x 100m stile libero uomini 34pts | Andrew Pasterfield Matt Levy Blake Cochrane Matthew Cowdrey | Song Maodong Wang Jiachao Lin Furong Wang Yinan                   | Konstantin Lisenkov Evgeny Zimin Denis Tarasov Dmitry Grigorev |
| 4×100 m medley 34pts Staffetta 4 x 100m misti uomini 34pts              | Liu Xiaobing Lin Furong Wei Yanpeng Wang Yinan              | Konstantin Lisenkov Pavel Poltavtsev Eduard Samarin Denis Tarasov | Michael Anderson Matthew Cowdrey Brenden Hall Matt Levy        |

### Competizioni femminili
| 50 m stile libero S3 50m stile libero donne S3                         | Jiangbo Xia                                                      | Ogla Sviderska                                                       | Patricia Valle                                                    |
| 50 m stile libero S5 50m stile libero donne S5                         | Nataliia Prologaieva                                             | Teresa Perales                                                       | Inbal Pezaro                                                      |
| 50 m stile libero S6 50m stile libero donne S6                         | Mirjam de Koning-Peper                                           | Victoria Arlen                                                       | Eleanor Simmonds                                                  |
| 50 m stile libero S7 50m stile libero donne S7                         | Jacqueline Freney                                                | Cortney Jordan                                                       | Ani Palian                                                        |
| 50 m stile libero S8 50m stile libero donne S8                         | Mallory Weggemann                                                | Maddison Elliott                                                     | Shengnan Jiang                                                    |
| 50 m stile libero S9 50m stile libero donne S9                         | Ping Lin                                                         | Louise Watkin                                                        | Ellie Cole                                                        |
| 50 m stile libero S10 50m stile libero donne S10                       | Summer Ashley Mortimer                                           | Sophie Pascoe                                                        | Elodie Lorandi                                                    |
| 50 m stile libero S11 50m stile libero donne S11                       | Cecilia Camellini                                                | Guizhi Li                                                            | Mary Fisher                                                       |
| 50 m stile libero S12 50m stile libero donne S12                       | Oxana Savchenko                                                  | Natali Pronina                                                       | Darya Stukalova                                                   |
| 50 m stile libero S13 50m stile libero donne S13                       | Kelley Becherer                                                  | Valerie Grand-Maison                                                 | Prue Watt                                                         |
| 100 m stile libero S3 100m stile libero donne S3                       | Jiangbo Xia                                                      | Ogla Sviderska                                                       | Patricia Valle                                                    |
| 100 m stile libero S5 100m stile libero donne S5                       | Teresa Perales                                                   | Nataliia Prologaieva                                                 | Inbal Pezaro                                                      |
| 100 m stile libero S6 100m stile libero donne S6                       | Victoria Arlen                                                   | Eleanor Simmonds                                                     | Tanja Groepper                                                    |
| 100 m stile libero S7 100m stile libero donne S7                       | Jacqueline Freney                                                | Cortney Jordan                                                       | Susannah Rodgers                                                  |
| 100 m stile libero S8 100m stile libero donne S8                       | Jessica Long                                                     | Heather Frederiksen                                                  | Maddison Elliott                                                  |
| 100 m stile libero S9 100m stile libero donne S9                       | Ellie Cole                                                       | Natalie du Toit                                                      | Sarai Gascon                                                      |
| 100 m stile libero S10 100m stile libero donne S10                     | Sophie Pascoe                                                    | Elodie Lorandi                                                       | Summer Ashley Mortimer                                            |
| 100 m stile libero S11 100m stile libero donne S11                     | Cecilia Camellini                                                | Mary Fisher                                                          | Guizhi Li                                                         |
| 100 m stile libero S12 100m stile libero donne S12                     | Oxana Savchenko                                                  | Natali Pronina                                                       | Darya Stukalova                                                   |
| 100 m stile libero S13 100m stile libero donne S13                     | Kelley Becherer                                                  | Valerie Grand-Maison                                                 | Rebecca Anne Meyers                                               |
| 200 m stile libero S5 200m stile libero donne S5                       | Sarah Louise Rung                                                | Teresa Perales                                                       | Inbal Pezaro                                                      |
| 200 m stile libero S14 200m stile libero donne S14                     | Jessica-Jane Applegate                                           | Taylor Corry                                                         | Marlou van der Kulk                                               |
| 400 m stile libero S6 400m stile libero donne S6                       | Eleanor Simmonds                                                 | Victoria Arlen                                                       | Lingling Song                                                     |
| 400 m stile libero S7 400m stile libero donne S7                       | Jacqueline Freney                                                | Cortney Jordan                                                       | Susannah Rodgers                                                  |
| 400 m stile libero S8 400m stile libero donne S8                       | Jessica Long                                                     | Heather Frederiksen                                                  | Maddison Elliott                                                  |
| 400 m stile libero S9 400m stile libero donne S9                       | Natalie du Toit                                                  | Stephanie Millward                                                   | Ellie Cole                                                        |
| 400 m stile libero S10 400m stile libero donne S10                     | Elodie Lorandi                                                   | Aurelie Rivard                                                       | Susan Beth Scott                                                  |
| 400 m stile libero S11 400m stile libero donne S11                     | Daniela Schulte                                                  | Amber Thomas                                                         | Cecilia Camellini                                                 |
| 400 m stile libero S12 400m stile libero donne S12                     | Oxana Savchenko                                                  | Hannah Russell                                                       | Deborah Font                                                      |
| 50 m dorso S2 50m dorso donne S2                                       | Yazhu Feng                                                       | Ganna Ielisavetska                                                   | Iryna Sotska                                                      |
| 50 m dorso S4 50m dorso donne S5                                       | Lisette Teunissen                                                | Edenia Garcia                                                        | Juan Bai                                                          |
| 100 m dorso S6 100m dorso donne S6                                     | Lu Dong                                                          | Nyree Kindred                                                        | Mirjam de Koning-Peper                                            |
| 100 m dorso S7 100m dorso donne S7                                     | Jacqueline Freney                                                | Kirsten Bruhn                                                        | Cortney Jordan                                                    |
| 100 m dorso S8 100m dorso donne S8                                     | Heather Frederiksen                                              | Jessica Long                                                         | Olesya Vladykina                                                  |
| 100 m dorso S9 100m dorso donne S9                                     | Ellie Cole                                                       | Stephanie Millward                                                   | Elizabeth Stone                                                   |
| 100 m dorso S10 100m dorso donne S10                                   | Summer Ashley Mortimer                                           | Sophie Pascoe                                                        | Shireen Sapiro                                                    |
| 100 m dorso S11 100m dorso donne S11                                   | Rina Akiyama                                                     | Mary Fisher                                                          | Cecilia Camellini                                                 |
| 100 m dorso S12 100m dorso donne S12                                   | Oxana Savchenko                                                  | Natali Pronina                                                       | Hannah Russell                                                    |
| 100 m dorso S14 100m dorso donne S14                                   | Bethany Firth                                                    | Taylor Corry                                                         | Marlou van der Kulk                                               |
| 100 m rana SB4 100m rana donne SB4                                     | Nataliia Prologaieva                                             | Sarah Louise Rung                                                    | Teresa Perales                                                    |
| 100 m rana SB5 100m rana donne SB5                                     | Kirsten Bruhn                                                    | Lingling Song                                                        | Noga Nir-Kistler                                                  |
| 100 m rana SB6 100m rana donne SB6                                     | Viktoriia Savtsova                                               | Charlotte Henshaw                                                    | Elizabeth Johnson                                                 |
| 100 m rana SB7 100m rana donne SB7                                     | Jessica Long                                                     | Oksana Khrul                                                         | Lisa den Braber                                                   |
| 100 m rana SB8 100m rana donne SB8                                     | Olesya Vladykina                                                 | Claire Cashmore                                                      | Paulina Woźniak                                                   |
| 100 m rana SB9 100m rana donne SB9                                     | Khrystyna Yurchenko                                              | Sophie Pascoe                                                        | Harriet Lee                                                       |
| 100 m rana SB11 100m rana donne SB11                                   | Maja Reichard                                                    | Yana Berezhna                                                        | Nadia Baez                                                        |
| 100 m rana SB12 100m rana donne SB12                                   | Natali Pronina                                                   | Karolina Pelendritou                                                 | Yaryna Matlo                                                      |
| 100 m rana SB13 100m rana donne SB13                                   | Prue Watt                                                        | Elena Krawzow                                                        | Kelley Becherer                                                   |
| 100 m rana SB14 100m rana donne SB14                                   | Michelle Alonso Morales                                          | Magda Toeters                                                        | Shu Hang Leung                                                    |
| 50 m delfino S5 50m delfino donne S5                                   | Sarah Louise Rung                                                | Teresa Perales                                                       | Joana Maria Silva                                                 |
| 50 m delfino S6 50m delfino donne S6                                   | Oksana Khrul                                                     | Dong Lu                                                              | Fuying Jiang                                                      |
| 50 m delfino S7 50m delfino donne S7                                   | Jacqueline Freney                                                | Brianna Nelson                                                       | Min Huang                                                         |
| 100 m delfino S8 100m delfino donne S8                                 | Jessica Long                                                     | Kateryna Istomina                                                    | Shengnan Jiang                                                    |
| 100 m delfino S9 100m delfino donne S9                                 | Natalie du Toit                                                  | Sarai Gascon                                                         | Elizabeth Stone                                                   |
| 100 m delfino S10 100m delfino donne S10                               | Sophie Pascoe                                                    | Oliwia Jablonska                                                     | Elodie Lorandi                                                    |
| 100 m delfino S12 100m delfino donne S12                               | Joanna Mendak                                                    | Darya Stukalova                                                      | Hannah Russell                                                    |
| 200 m misti SM5 200m misti donne SM5                                   | Nataliia Prologaieva                                             | Sarah Louise Rung                                                    | Teresa Perales                                                    |
| 200 m misti SM6 200m misti donne SM6                                   | Eleanor Simmonds                                                 | Verena Schott                                                        | Natalie Jones                                                     |
| 200 m misti SM7 200m misti donne SM7                                   | Jacqueline Freney                                                | Brianna Nelson                                                       | Min Huang                                                         |
| 200 m misti SM8 200m misti donne SM8                                   | Jessica Long                                                     | Olesya Vladykina                                                     | Shengnan Jiang                                                    |
| 200 m misti SM9 200m misti donne SM9                                   | Natalie du Toit                                                  | Stephanie Millward                                                   | Louise Watkin                                                     |
| 200 m misti SM10 200m misti donne SM10                                 | Sophie Pascoe                                                    | Summer Ashley Mortimer                                               | Meng Zhang                                                        |
| 200 m misti SM11 200m misti donne SM11                                 | Mary Fisher                                                      | Daniela Schulte                                                      | Amber Thomas                                                      |
| 200 m misti SM12 200m misti donne SM12                                 | Oxana Savchenko                                                  | Natali Pronina                                                       | Darya Stukalova                                                   |
| 200 m misti SM13 200m misti donne SM13                                 | Valerie Grand-Maison                                             | Rebecca Anne Meyers                                                  | Kelley Becherer                                                   |
| 4×100 m stile libero 34pts Staffetta 4 x 100m stile libero donne 34pts | Ellie Cole Maddison Elliott Katherine Downie Jacqueline Freney   | Susan Beth Scott Victoria Arlen Jessica Long Anna Eames              | Stephanie Millward Claire Cashmore Susannah Rodgers Louise Watkin |
| 4×100 m medley 34pts Staffetta 4 x 100m misti donne 34pts              | Ellie Cole Katherine Downie Annabelle Williams Jacqueline Freney | Heather Frederiksen Claire Cashmore Stephanie Millward Louise Watkin | Susan Beth Scott Anna Johannes Jessica Long Mallory Weggemann     |